# بيتر فان فوسن
بيتر فان فوسن (بالهولندية: Peter van Vossen)‏ (مواليد 21 أبريل 1968) هو لاعب كرة قدم. يلعب مع منتخب هولندا لكرة القدم. سبق له أن لعب في كأس العالم لكرة القدم مع منتخب بلاده.

## روابط خارجية
- بيتر فان فوسن على موقع اتحاد تركيا (لاعب) (الإنجليزية)
- بيتر فان فوسن على موقع قاعدة بيانات كرة القدم.إي يو (الإنجليزية)
- بيتر فان فوسن على موقع ناشيونال فوتبول تيمز (الإنجليزية)
- بيتر فان فوسن على موقع Soccerbase.com (لاعب) (الإنجليزية)